# Pantanodon madagascariensis
Pantanodon madagascariensis är en fiskart som först beskrevs av Jacques Arnoult 1963. Den ingår i släktet Pantanodon och familjen Poeciliidae. IUCN kategoriserar arten globalt som utdöd. Inga underarter finns listade i Catalogue of Life.